# 台湾毛兰
台湾毛兰（学名：Eria formosana），为兰科毛兰属下的一个植物种。其种加词“formosana”意为“台湾的”。
现接受名为台湾苹兰（Pinalia formosana (Rolfe) Ormerod, 2011）。